# Halford IV: Made of Metal
Halford IV: Made of Metal je čtvrté studiové album metalové skupiny Halford, vydané 27. září 2010 v Evropě a 28. září 2010 v USA vydavatelstvím Metal God Entertainment. Singly alba jsou „The Mower“ a „Made of Metal“.

## Seznam skladeb
Všechny skladby napsal Rob Halford, pokud není uvedeno jinak.
| Pořadí | Název                    | Autor                                  | Délka |
| ------ | ------------------------ | -------------------------------------- | ----- |
| 1.     | Undisputed               |                                        | 5:17  |
| 2.     | Fire and Ice             |                                        | 2:52  |
| 3.     | Made of Metal            | Halford, Roy Z, John Baxter            | 3:55  |
| 4.     | Speed of Sound           | Halford, Roy Z, Mike Chlasciak, Baxter | 4:32  |
| 5.     | Like There's No Tomorrow |                                        | 4:20  |
| 6.     | Till the Day I Die       | Halford, Roy Z                         | 3:50  |
| 7.     | We Own the Night         | Halford, Roy Z, Baxter                 | 3:54  |
| 8.     | Heartless                |                                        | 3:38  |
| 9.     | Hell Razor               |                                        | 3:44  |
| 10.    | Thunder and Lightning    | Halford, Roy Z                         | 5:28  |
| 11.    | Twenty-Five Years        |                                        | 7:01  |
| 12.    | Matador                  |                                        | 5:39  |
| 13.    | I Know We Stand a Chance | Halford, Roy Z, Baxter                 | 3:51  |
| 14.    | The Mower                | Halford, Roy Z                         | 4:37  |

## Obsazení
- Rob Halford – zpěv
- Roy Z – kytary
- Mike Chasciak – kytary
- Mike Davis – baskytara
- Bobby Jarzombek – bicí

### Hosté
- Ed Roth – klávesy